# 赵来思
赵来思（英語：Lensey Chao，1929年6月14日—），北京人。美籍华人，著名語言學家趙元任的三女兒，数学家，儿童与青少年文学作家。

## 生平
赵来思1929年6月14日生于北平。儿时同家人居住在中国，因战乱时常搬迁。1938年，为躲避战乱，随家人移居美国。初到美国时不会说英语，相较之下数学对她而言更容易。1947年至1949年就读于拉德克利夫学院，后分别于1951年，1952年在加州大学伯克利分校取得数学学士与硕士学位。她父亲时任加州大学伯克利分校东亚系教授。她认识了同样在伯克利攻读数学的波岡維作，两人于1957年结婚。1963年因丈夫接受了华盛顿大学的职位，搬迁至西雅图。赵来思早期在大学任数学讲师，后从事了她儿时最爱的事业——创作冒险故事。

## 家庭
父赵元任，语言学家。母杨步伟。两人共育有四女，赵来思排行第三。大姐赵如兰（Iris），二姐赵新那（Nova），四妹赵小中（Bella）。
丈夫波岡維作，美籍日裔数学家。1957年9月9日，两人成婚，并育有两女 Aki （1959），Michi （1961）。

## 职业与写作
赵来思早期在大学当数学讲师（数学讲师，韋爾斯學院，1957-58；数学讲师，康奈尔大学，1958-61；译者，美国数学学会，1958-66；广播总监，日本广播公司，1969）。在上世纪七十年代中期成为了一名作家。赵来思在八岁时写了她的第一本书，名为《拿着竹剑的公主》。她在七十年代一次去日本的旅行中对日本武士有了更多的了解，回家后写下了《武士与长鼻子恶魔》。此书发表与1976年，后成为了她创作的武士系列的一部分。此外她创作了一系列以杨姓美籍华裔家庭展开的故事。同时她的写作也包括了年轻的女孩面对困境，中国与日本的旅游。

## 作品
- 谁是胡， 1981；
- 虎山幽灵，1986；
- 食人岛，1989；
- 熊来了，1992；
- 杨家幺子和他的坏耳朵，1992；
- 四月和龙女士，1994；
- 忠诚的猫，1995；
- 杨家三女和她奇妙的家庭，1995；
- 白狐穴，1997；
- 全世界最懒的男孩，1998；
- 杨家二女和她的秘密仰慕者，1998；
- 盲目的羁绊，1999；
- 杨家长子和他奇怪的工作，2000；
- 全世界最饿的男孩，2001

## 名字由来
赵来思（Lensey）是唯一已知的以“Lensey”作名的人。她名字在中文里没有对应的汉字。她的父亲趙元任在归纳中文语音时发现“len”和“sey”两个音节可以出现在汉语言中却没有相应的汉字，因而她被命名为“Lensey”。